# Çağlar Söyüncü
Çağlar Söyüncü (Izmir, 23 de maio de 1996) é um futebolista turco que atua como zagueiro. Atualmente defende o Fenerbahçe.

## Carreira

### Altinordu
Çağlar Söyüncü começou a carreira no Altınordu, da Turquia.  Ele foi o primeiro jogador do Altınordu convocado para a Seleção Turca após 78 anos.

### Freiburg
Em 24 de maio de 2016, Söyüncü se juntou ao SC Freiburg . Estreou em 28 de agosto de 2016, na derrota por 2-1 contra a equipe do Herta Berlim . 

### Leicester
Em 9 de agosto de 2018, Söyüncü foi para o Leicester em um contrato de cinco anos.   Söyüncü estreou na Premier League no empate em 1-1 com o West Ham, em 27 de outubro de 2018 no King Power Stadium. Marcou seu primeiro gol em 3 de novembro de 2019, contra o Crystal Palace.
Söyüncü deixou o Leicester ao fim da temporada 2022-23 em que o clube foi rebaixado da Premier League, ele disputou 132 jogos pelos Foxes e desempenhou um papel fundamental nas históricas conquistas da FA Cup 2020-21 e da Community Shield 2021.

### Atlético de Madrid
Em 08 de julho de 2023, o Atlético de Madrid anunciou a contratação de Caglar Söyüncü. Ele assinou contrato por quatro temporadas até junho de 2027 e virá sem custos à equipe espanhola.

### Seleção Turca
Çağlar Söyüncü fez parte do elenco da Seleção Turca na disputa da Eurocopa de 2020.

## Títulos
Leicester City
- Copa da Inglaterra: 2020–21
- Supercopa da Inglaterra: 2021